# Amahlathi Local Municipality
Amahlathi (englisch Amahlathi Local Municipality) ist eine Lokalgemeinde im Distrikt Amathole  der südafrikanischen Provinz Ostkap. Der Sitz der Gemeindeverwaltung befindet sich in Stutterheim an der Nationalstraße N6. Bürgermeisterin ist Agnes Hobo.
Der Gemeindename ist ein isiXhosa-Begriff für „ein Platz wo viele Bäume stehen, ein Wald“.

## Naturraum
Die Landschaft des Gemeindegebietes ist einerseits von den teilweise bewaldeten Ketten der Amathole-Berge und andererseits von ihrem leicht welligen und nahezu baumlosen Farmland (grasslands) geprägt. Der geologische Aufbau der Landschaft besteht aus Teilen des Karoo-Hauptbeckens und ihr Untergrund wird von Sandsteinen und Doleritintrusionen gebildet.

## Städte und Orte
| - Border Post - Cathcart - Daliwe - Ethembeni - Frankfort - Katikati | - Kei Road - Keiskammahoek - Mgwali - Ngabangu - Quzini - Stutterheim |

## Bevölkerung
Im Jahr 2011 hatte die Gemeinde 122.778 Einwohner. Davon waren 96,5 % schwarz, 2 % weiß und 1,2 % Coloured. Erstsprache war zu 92,2 % isiXhosa, 2,9 % Englisch und 1,9 % Afrikaans.

## Wirtschaft
Die Haupterwerbszweige der ansässigen Bevölkerung sind:
- Handel und Gewerbe in den Kleinstädten
- Forstwirtschaft
- Farmbetriebe (vorrangig Viehzucht, wenig Pflanzenproduktion, vereinzelt traditionelle Graslandwirtschaft)
- Naturschutz und Tourismus

## Sehenswürdigkeiten
- Museumsdorf Thomas River